# Zbigniew Jakus

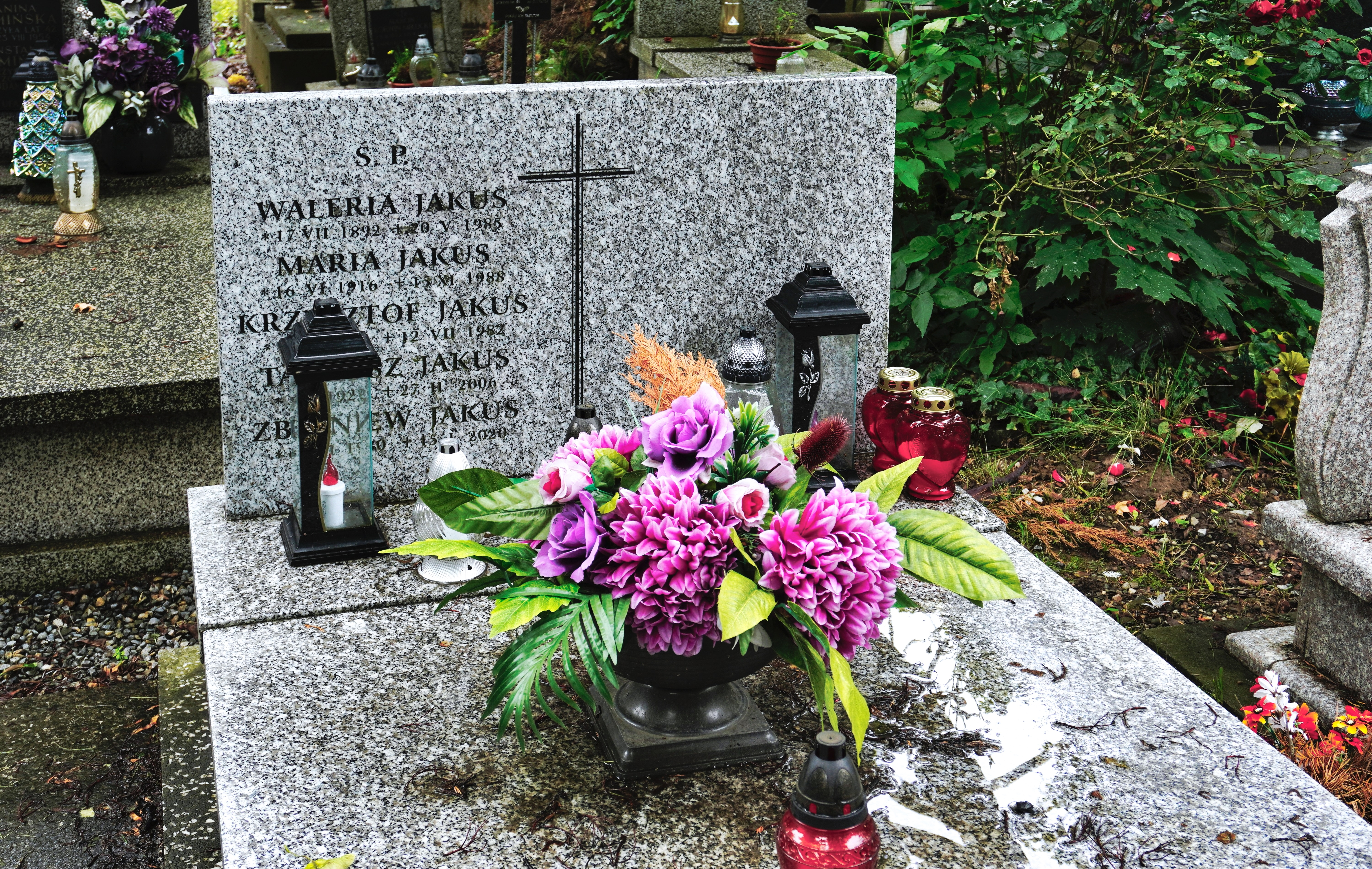
Grób Zbigniewa Jakusa na cmentarzu Rakowickim w Krakowie

Zbigniew Jakus (ur. 6 grudnia 1930 w Jabłonówce w gminie Dubno, zm. 15 stycznia 2020 w Krakowie) – polski mechanik, poseł na Sejm PRL II i III kadencji.

## Życiorys
Syn Konstantego i Walerii. Uzyskał wykształcenie średnie, z zawodu był technikiem mechanikiem. Należał do Polskiej Zjednoczonej Partii Robotniczej, pełnił w jej funkcję I sekretarza Komitetu Fabrycznego Huty im. Lenina (1956–1965), w 1959 był delegatem na III Zjazd PZPR. W 1957 i 1961 uzyskiwał mandat posła na Sejm PRL w okręgu Kraków. Przez dwie kadencje zasiadał w Komisji Przemysłu Ciężkiego, Chemicznego i Górnictwa (w III kadencji był jej przewodniczącym), a ponadto w II kadencji Sejmu w Komisji Handlu Zagranicznego oraz w Komisji Nadzwyczajnej do rozpatrzenia projektu ustawy o samorządzie robotniczym.
W 1955 został odznaczony Srebrnym Krzyżem Zasługi.
Został pochowany na cmentarzu Rakowickim.